# Abrostola imitatrix
Abrostola imitatrix là một loài bướm đêm trong họ Noctuidae.